# Mojiang
Mojiang (en chino, 墨江; pinyin, Mòjiāng) es un condado autónomo bajo la administración directa de la ciudad-prefectura de Pu'er. Se ubica al sur de la provincia de Yunnan, sur de la República Popular China. Su área es de 5312 km² y su población total para 2010 fue +300 mil habitantes.

## Toponimia
Mojiang lleva el nombre del río Amo (阿墨江 Āmò jiāng); este es un tributario del enorme Río Rojo que fluye por China y Vietnam. Se dice que el río se llama así por la tribu Amu (阿木人) un subgrupo de los Hani que vive aquí, y que luego se transcribió al chino como Amo (阿墨).
 Es posible que el nombre pueda venir de la frase antigua que reza: "el flujo de tinta (墨 mò) que formó un río (江 jiāng)", un sentido mitológico de la formación del río.
Como las otras regiones autónomas, se caracteriza por estar asociada a un grupo étnico minoritario, en este caso, los Hani. La región recibió la condición de "autónomo" cuando se estableció el "condado autónomo hani de Mojiang" el 30 de julio de 1979.

## Administración
El condado autónomo de Mojiang se divide en 18 pueblos que se administran en 2 poblados y 16 villas.